# Hồng Thái Tây
Hồng Thái Tây là một xã thuộc thành phố Đông Triều, tỉnh Quảng Ninh, Việt Nam.

## Địa lý
Xã Hồng Thái Tây nằm ở phía đông thành phố Đông Triều, có vị trí địa lý:
- Phía đông giáp xã Hồng Thái Đông
- Phía tây giáp phường Hoàng Quế
- Phía nam giáp thành phố Uông Bí
- Phía bắc giáp xã Tràng Lương.

Xã Hồng Thái Tây có diện tích 19,16 km², dân số năm 1999 là 5.508 người, mật độ dân số đạt 287 người/km².

## Lịch sử
Ngày 17 tháng 5 năm 1986, Hội đồng Bộ trưởng ban hành Quyết định số 62/HĐBT về việc thành lập xã Hồng Thái Tây thuộc huyện Đông Triều trên cơ sở 1.200 ha diện tích tự nhiên và 3.801 nhân khẩu còn lại của xã Phạm Hồng Thái cũ.
Ngày 11 tháng 3 năm 2015, Ủy ban Thường vụ Quốc hội ban hành Nghị quyết số 891/NQ-UBTVQH14 về việc thành lập thị xã Đông Triều thuộc tỉnh Quảng Ninh. Xã Hồng Thái Tây trực thuộc thị xã Đông Triều.
Ngày 28 tháng 9 năm 2024, Ủy ban Thường vụ Quốc hội ban hành Nghị quyết số 1199/NQ-UBTVQH15 về việc sắp xếp đơn vị hành chính cấp huyện, cấp xã của tỉnh Quảng Ninh giai đoạn 2023 – 2025 (nghị quyết có hiệu lực từ ngày 1 tháng 11 năm 2024). Theo đó, thành lập thành phố Đông Triều thuộc tỉnh Quảng Ninh. Xã Hồng Thái Tây trực thuộc thành phố Đông Triều.